# Brocciu
Le brocciu ou brocciu corse, parfois brucciu (prononcer ['brot͡ʃu]), est une appellation fromagère en langue corse pour un fromage de lactosérum de la Corse, protégée par une AOC depuis 1998 et une AOP depuis 2003.
« Brocciu » et « brocciu corse » sont les deux dénominations retenues dans le décret d'AOC français.
C'est un fromage à base de lactosérum de lait de brebis de race corse et/ou de lait de chèvre à pâte fraîche ou affinée, d'un poids variant de 250 g à 3 kg. Le lactosérum est chauffé et on y ajoute du sel. Sa texture est souple et onctueuse. Il contient 45 % de matière grasse. Il est élaboré pendant la période de production du lait c'est-à-dire d'octobre à juin.
Il est très apprécié des Corses qui le désignent comme leur « fromage national ». « Qui n'en a pas goûté ne connaît pas l'Île » écrivait déjà Émile Bergerat à la fin du XIXe siècle.
Sa meilleure période de consommation s'étend de novembre à juin.

## Élaboration

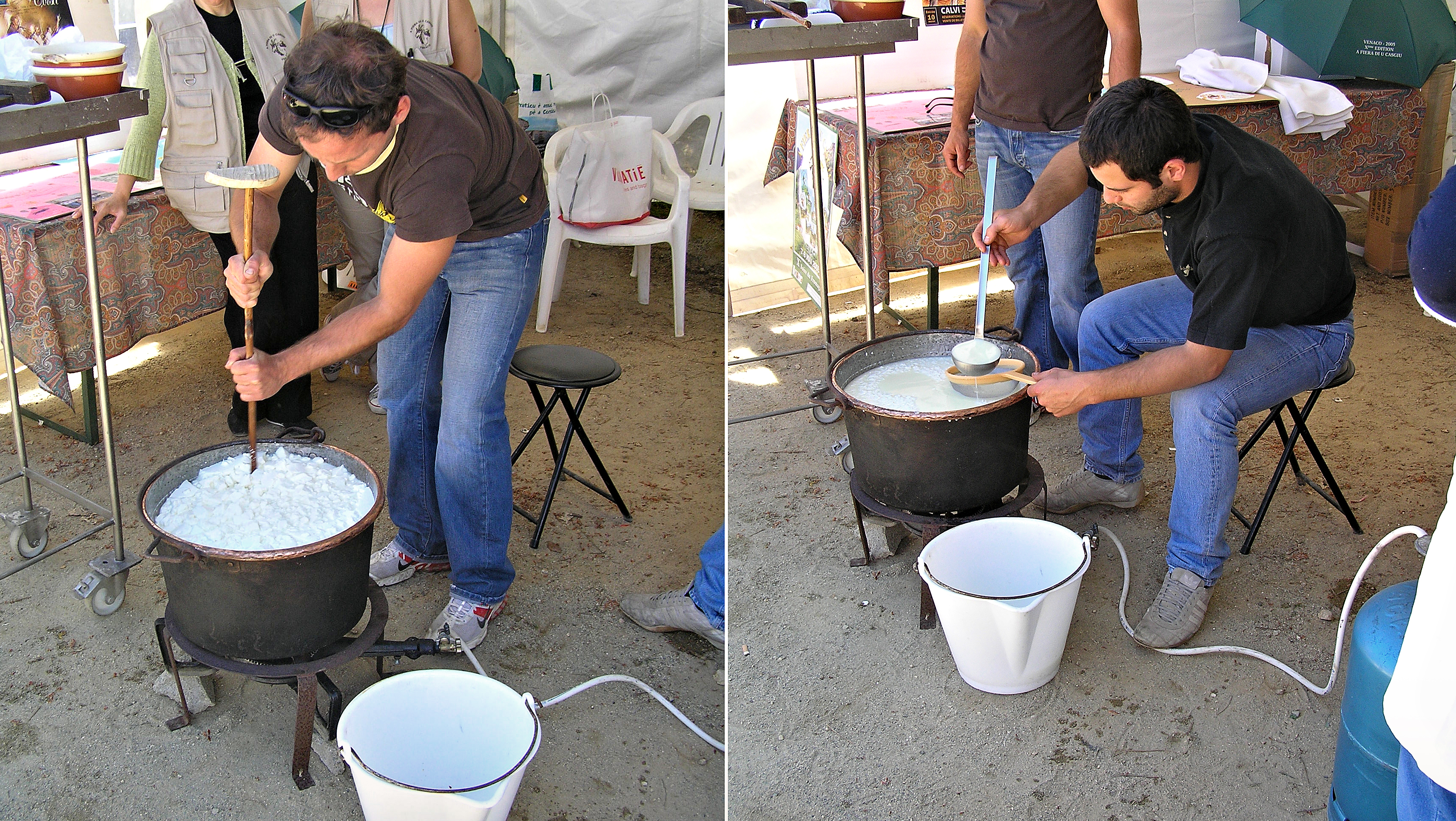
Fabrication du brocciu - Fiera di U Casgiu 2005 Venaco.

Comme tous les fromages de lactosérum, le brocciu est un moyen direct de valoriser le lactosérum (ou sérum ou encore petit-lait), co-produit résultant de la transformation du lait en fromage. Cette pratique est typique des pays difficiles où « rien ne se perd ».
Il est donc élaboré à partir de ce produit laitier. Dans une marmite, sur feu vif,  en remuant continuellement, il est d'abord chauffé à ~40 °C pour atteindre la phase d'addition de lait de brebis et, ou de chèvre (s'il est destiné au commerce, le cahier des charges de l'AOP normalise l'adjonction de lait dans une proportion maximale de 25 %, et celle de l'eau dans une proportion maximale de 15 %) et de sel puis porté à ~90 °C pour faire floculer le mélange. Le liquide ne doit jamais attraper les parois du chaudron ni entrer en ébullition. Les grumeaux remontant à la surface sont récupérés au moyen d'une écumoire et déversés dans des formes en jonc (appelées fattoghje ou casgiaghji) ou des moules de plastique pour l'égouttage (aujourd'hui, quand le brocciu est destiné à la commercialisation, le jonc n'est plus utilisé car il ne répond plus aux normes de l'Union européenne). Le brocciu obtenu est prêt à être consommé ou à être salé en surface et affiné ; il prendra alors l'appellation de brocciu passu.

### Aire d'appellation
S'il est destiné au commerce, la production du lait, son petit-lait, la transformation et l'affinage doivent être effectués dans les départements français de la Haute-Corse et la Corse-du-Sud.

## Consommation
Aliment hautement nutritif, identitaire, le brocciu se retrouve dans de nombreux plats corses, notamment l'imbrucciata, une variété de tarte sucrée au fromage de brebis. Mais il peut également être consommé nature.
Sa période de consommation idéale s'étale de novembre à juin mais la période optimale est mars à mai. Au-delà de cette période, il était fabriqué en montagne et mis de côté dans des anfractuosités rocheuses (i muroni) recouvert de nocca (ellébore). Il est généralement consommé frais en fin de repas (sucré, sucré avec une goutte d'eau-de-vie) ou avec de la confiture de figue, du café, de la bouillie de farine de châtaigne (granaghjoli)… Passu (c'est-à-dire sec), il entre dans la composition de soupes, il est dit « musciognu » quand il est très sec. Pour le consommer, en accompagnement de pain (u cumpani), on le laisse alors en contact prolongé enveloppé dans un linge humide.

### Vins d'accompagnement
- vin blanc sec léger[9]
- vin rosé
- eau de vie

## Production
La filière de fabrication du brocciu voué au commerce a obtenu en 1998 la préservation de l'appellation via une AOC et en 2003, une AOP. Un syndicat existe : le Syndicat interprofessionnel de défense et de promotion de l'AOC Brocciu.
Pour la saison 2001-2002, la fabrication commercialisée était de 485 tonnes, dont un peu moins de 85 tonnes de production fermière.

## Commercialisation

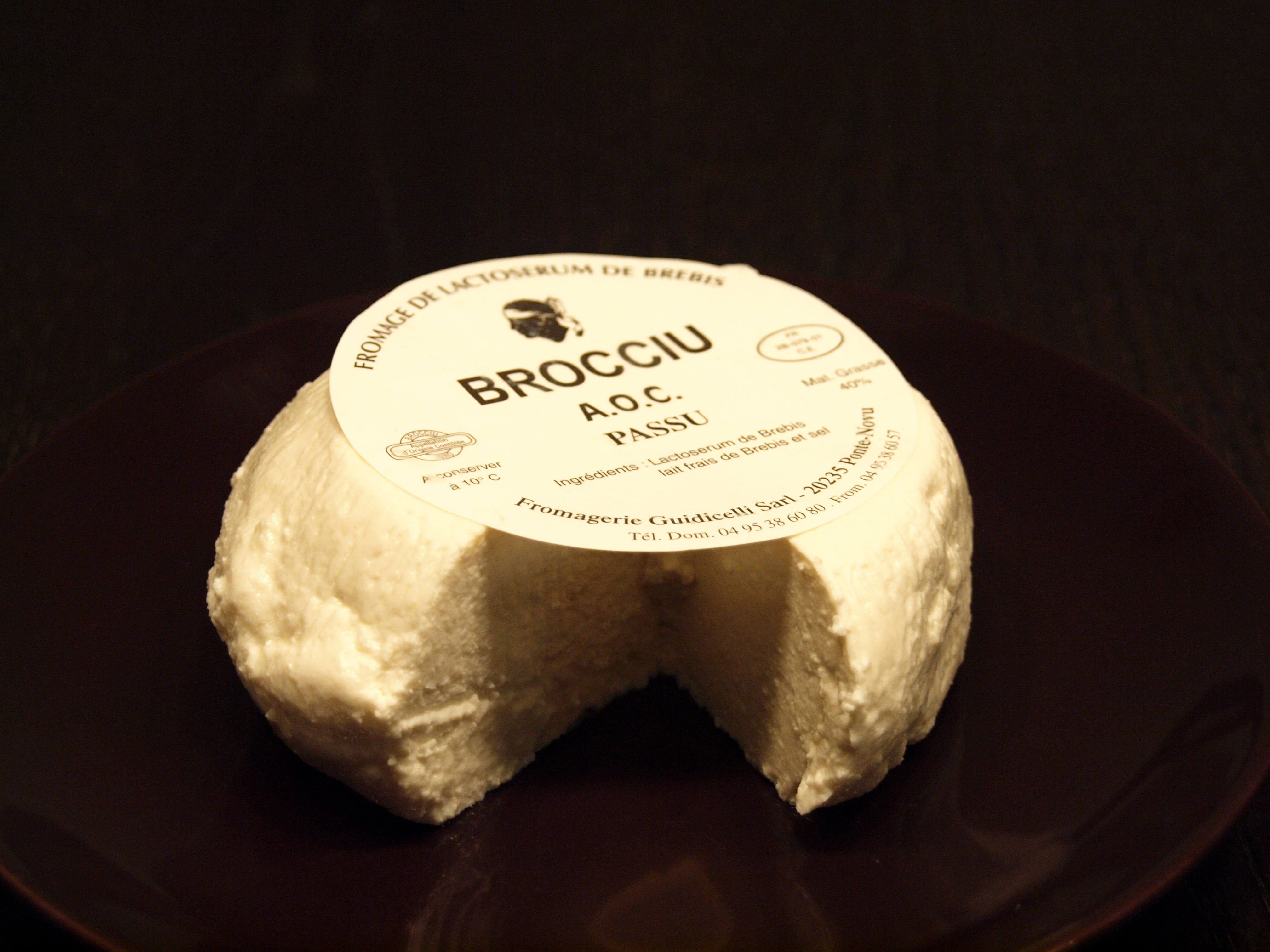
Brocciu passu du commerce.

Quand il est commercialisé, il est proposé frais dans une faisselle en plastique ou affiné, pendant au moins 21 jours et jusqu'à plusieurs mois, sous l'appellation brocciu passu.
Tous les ans, il est l'un des produits phares à la foire du fromage (fiera di u casgiu) de Venaco. 
Le brocciu passu ne peut être vendu sous cette appellation qu'en période d'allaitement des brebis et chèvres.

## Produits dérivés
Le brocciu entre dans la composition de nombreux plats traditionnels corses tels que les cannellonis au brocciu, l'omelette à la menthe et au brocciu, les sturzapreti (littéralement étouffe-curé ; boulettes de brocciu et de blettes hachées, le tout poché en sauce), et d'autres légumes farcis…
Il est aussi à la base de nombreuses pâtisseries : 
- fritelle et manfare ou manfarone di brocciu (beignets au brocciu),
- migliacciu (pâte levée de farine de blé, avec œufs et fromage frais ou brocciu),
- fiadone, un dessert traditionnel des Bastiais,
- imbrucciata, pâtisserie ajaccienne similaire au fiadone,
- falculelle, spécialité cortenaise.